# Clavulina coralloides
Clavulina coralloides (Carl von Linné, 1753 ex Joseph Schröter, 1888), sin. Clavaria cristata Johan Theodor Holmskjold, 1790 ex Christian Hendrik Persoon, 1801), Ramaria cristata (Johan Theodor Holmskjold, 1790), din încrengătura Basidiomycota în familia Clavulinaceae și de genul Clavulina, denumită în popor laba mâței, crețișoară sau burete creț este o ciupercă comestibilă, saprofită care crește în România, Basarabia și Bucovina de Nord prin păduri umbroase și umede, în special pe lângă molizi respectiv fagi] adesea pe lemn în putrefacție, fiind întâlnit mai rar în apropiere de brazi, carpeni, pini sau stejari. Îi plac soluri proaspete, moderate de nutrienți și este răspândită pe soluri calcaroase și acidulase, dezvoltându-se de la câmpie la munte, din (iulie) august până în noiembrie (decembrie).

## Descriere

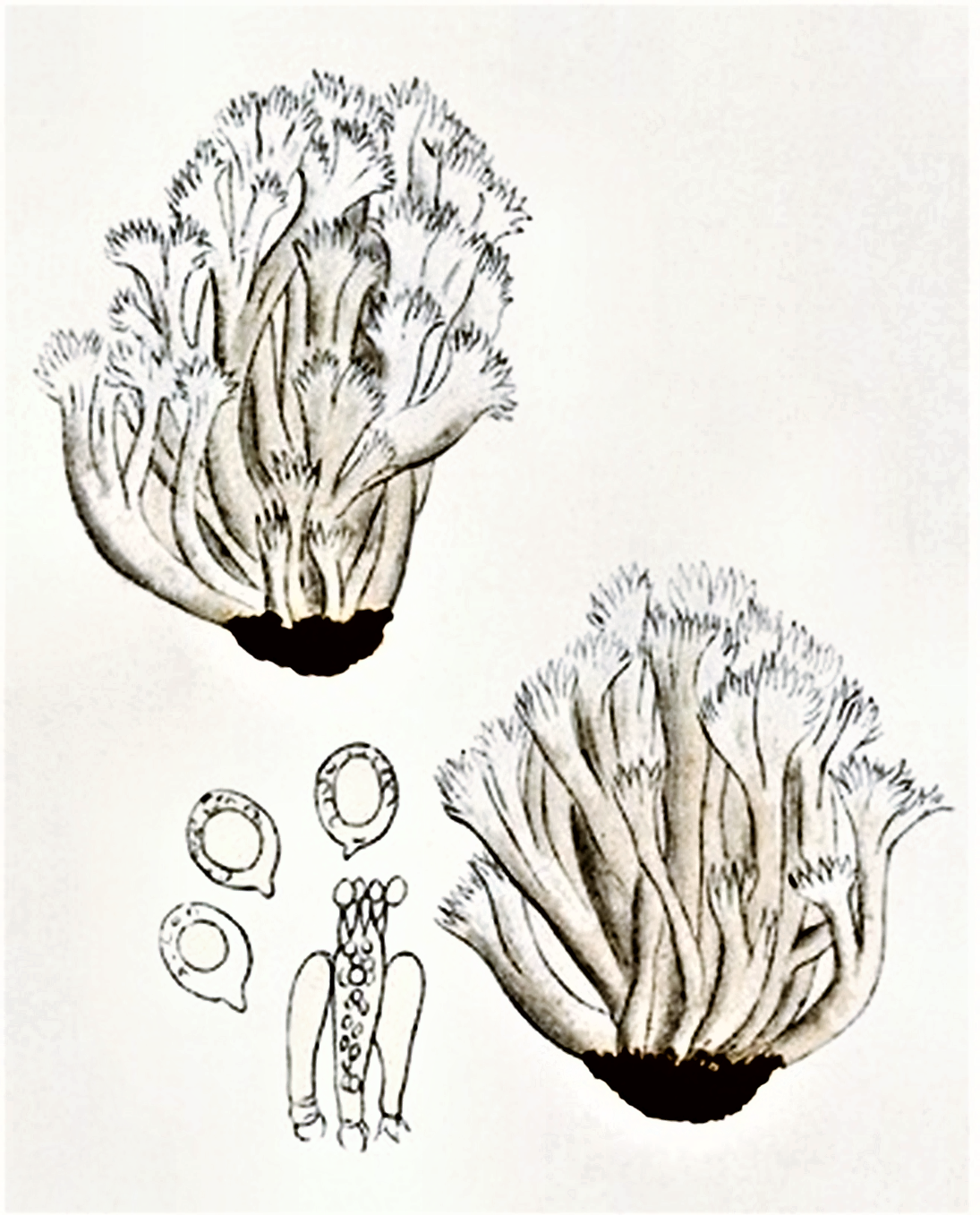
Bres.: Clavaria cristata

- Corpul fructifer:  organism tare, dar fragil are o înălțime de până la 8 cm și un diametru de 2-4 cm, în mănunchi 12 (15) cm. Brățișoarele în formă de corală cu o lățime de 2-4 mm sunt ramificate vertical doar de 3-4 ori, fiind în regulă netede, dar uneori și încrețite longitudinal. Vârfurile sunt crestate, având mici proeminențe ascuțite. Coloritul este alb până alb murdar, la bătrânețe ocru deschis, vârfurile devenind atunci prin lumina soarelui adesea brun-aurii.
- Piciorul: este scurt cu o lungime de 1,5-3,5 cm, cu o grosime de 0.8-1,5 cm, și el destul de fragil, fiind inițial alb, mai târziu decolorând-se de la baza trunchiului în sus cu tonuri de gri dar de asemenea de roz-maro până la gri-maro.
- Carnea: este tare dar fragilă, albă, câteodată marmorată gri, cu miros imperceptibil și gust plăcut (dar la bătrânețe deseori amărui). Există mai multe variații.
- Reacții chimice: nu sunt cunoscute.
- Caracteristici microscopice: are spori rotunjori, netezi, neamilozi (nu intră în reacție cu iod), hialini (translucizi), conținând o picătură mare uleioasă și au o mărime de 7-9 x 6-8 microni. Pulberea lor este albă.[4][5][6]

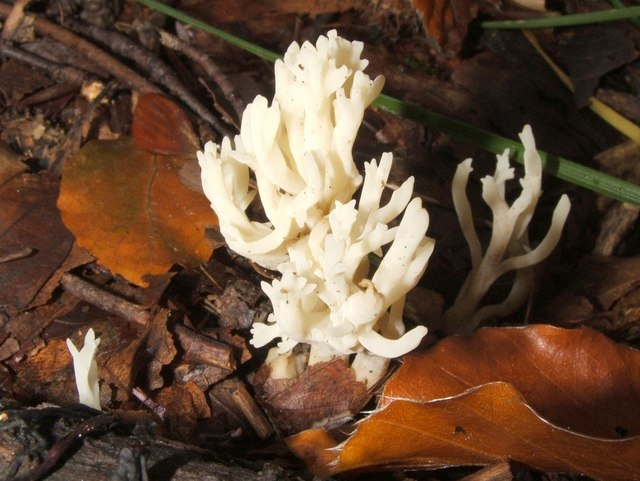
C. coralloides tânără
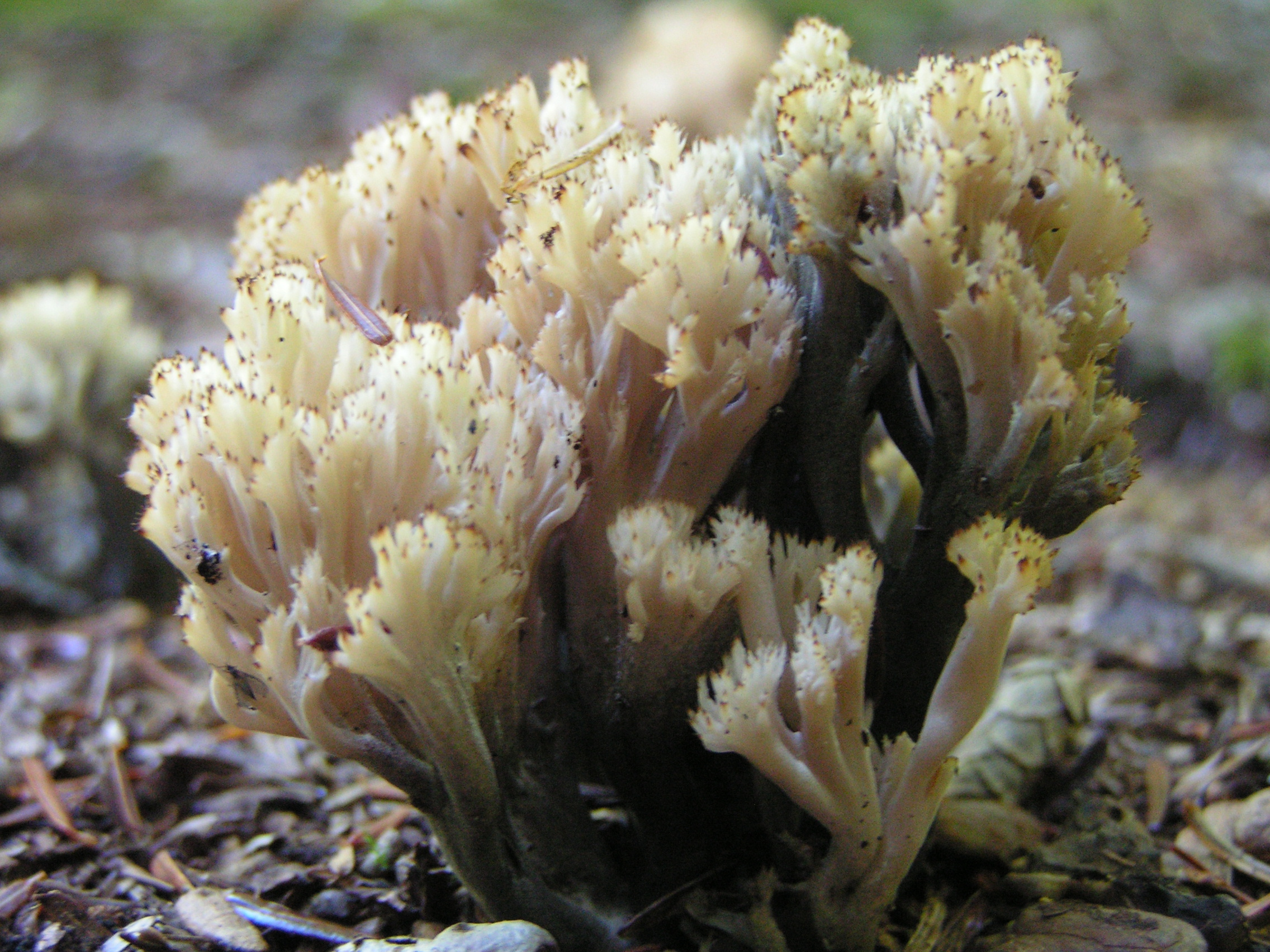
C. coralloides matură
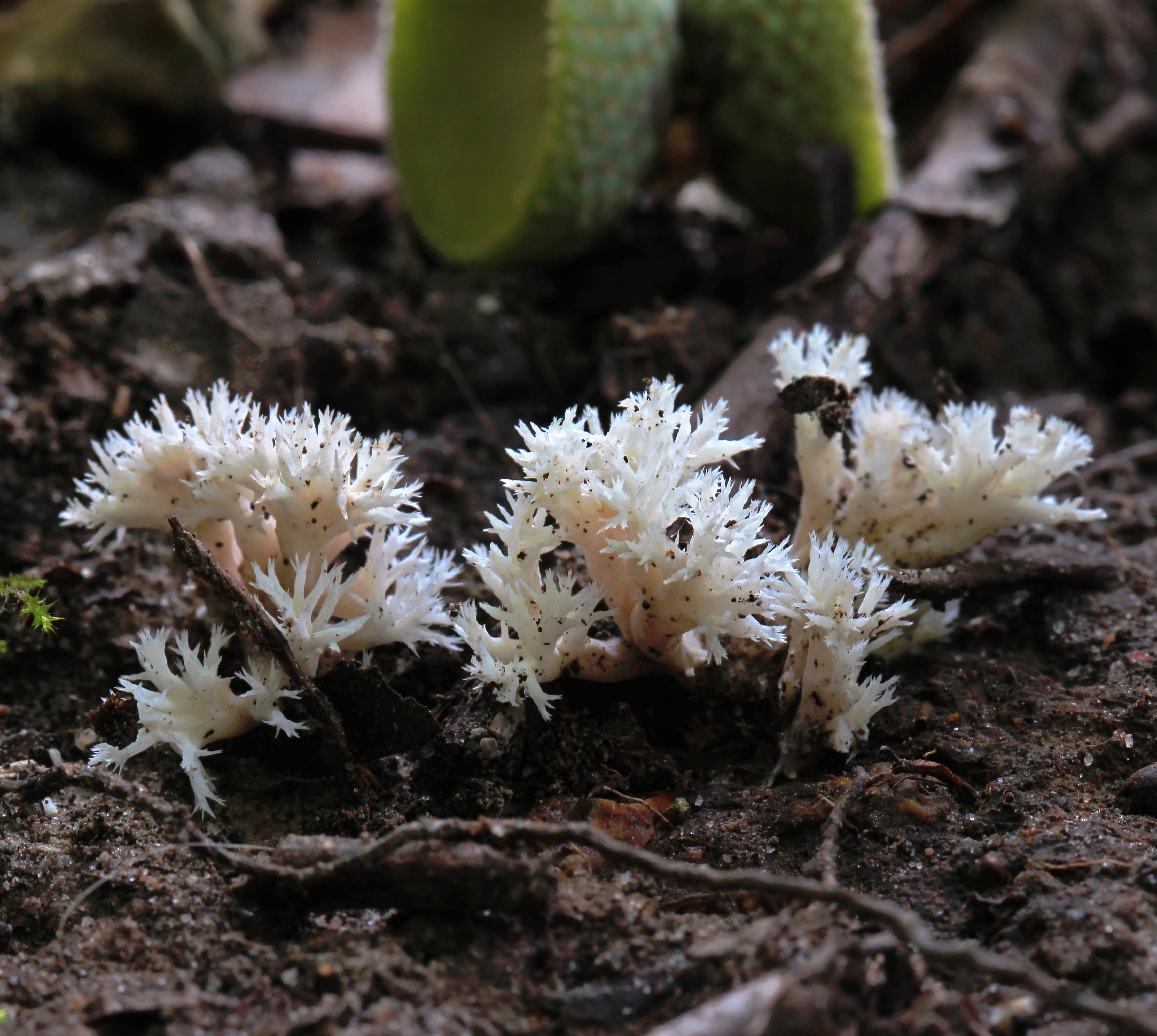
C. coralloides grup

## Confuzii
Laba mâței poate fi confundată ușor numai cu specii asemănătoare de culoare albă sau albuie care nu sunt otrăvitoare, ca de exemplu: Clavaria fragilis sin. Clavaria vermicularis (fără valoare culinară), Clavaria fumosa (fără valoare culinară), Ramaria abietina (necomestibilă), Clavulina cinerea (comestibilă), Clavulina rugosa (comestibilă, de valoare inferioară), Ramaria fennica (necomestibilă), Ramaria gracilis (necomestibilă), sau Ramariopsis kunzei (comestibilă, de valoare inferioară), dar de începători chiar și cu cea mult mai puternic dezvoltata și toxica Ramaria formosa (otrăvitoare) precum cu Thelephora palmata (necomestibilă).

## Specii asemănătoare

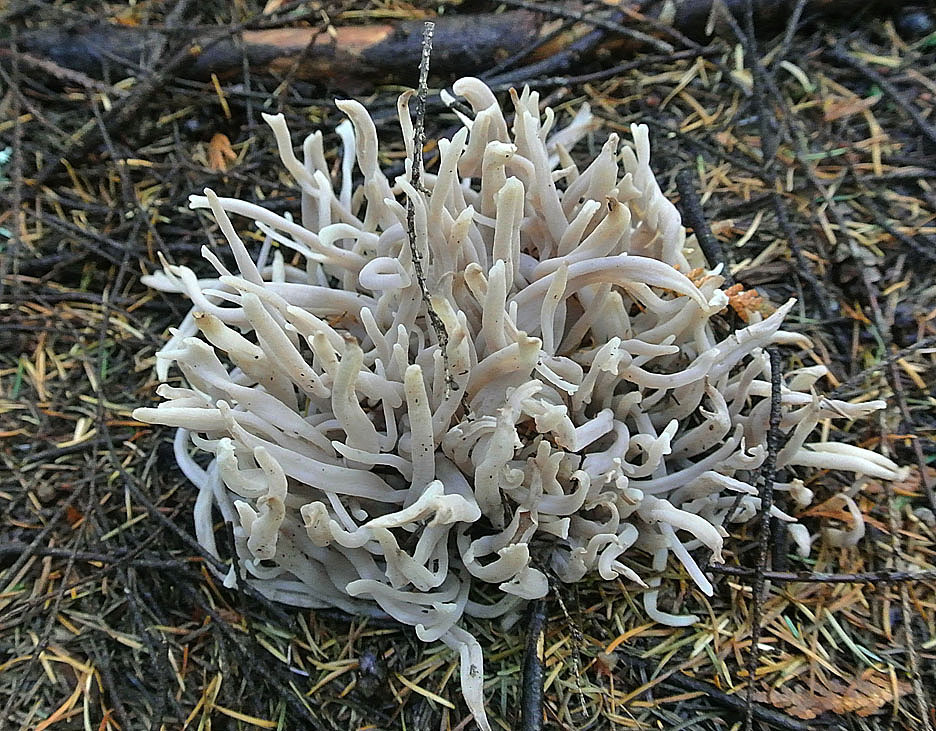
Clavaria fragilis sin. vermicularis
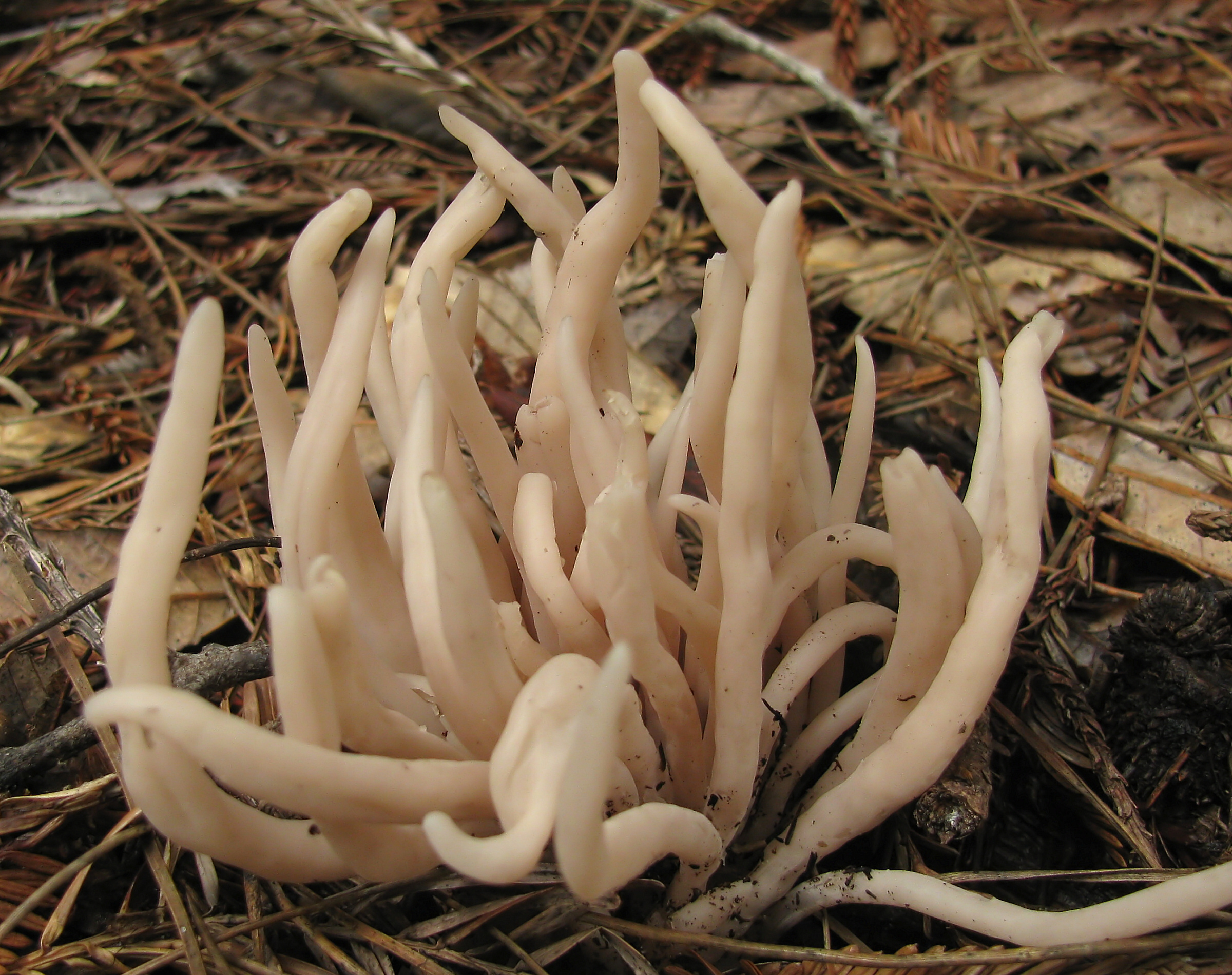
Clavaria fumosa
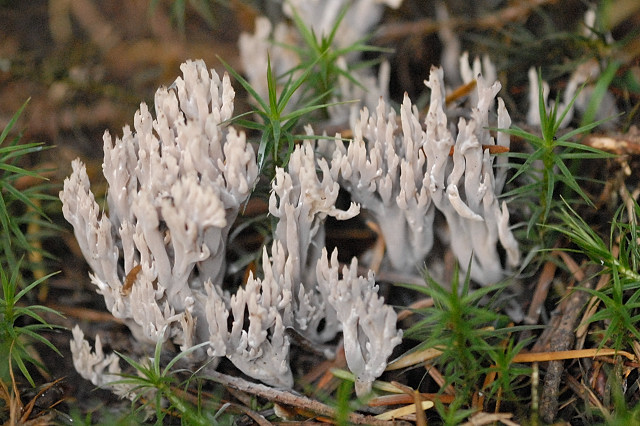
Clavulina cinerea
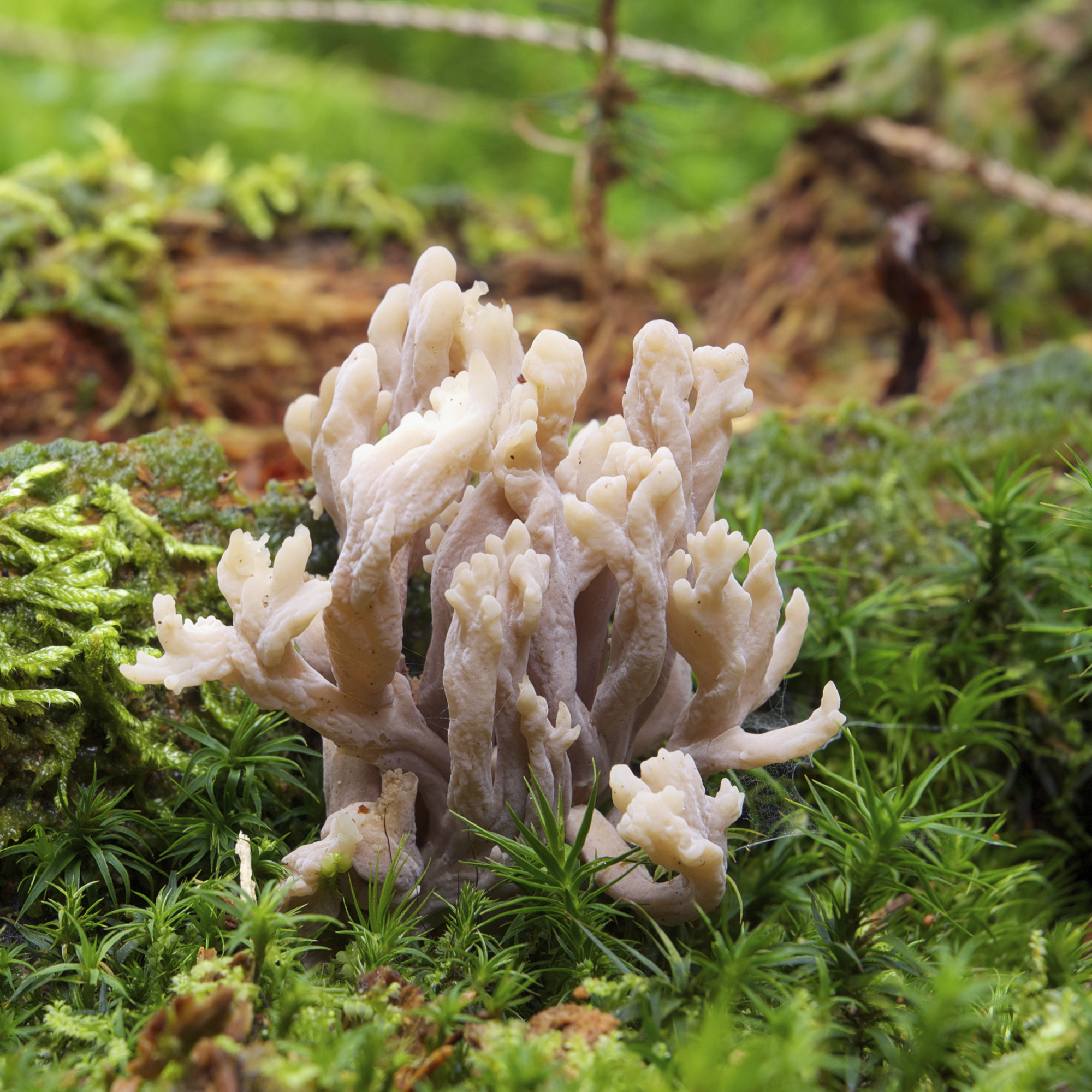
Clavulina rugosa
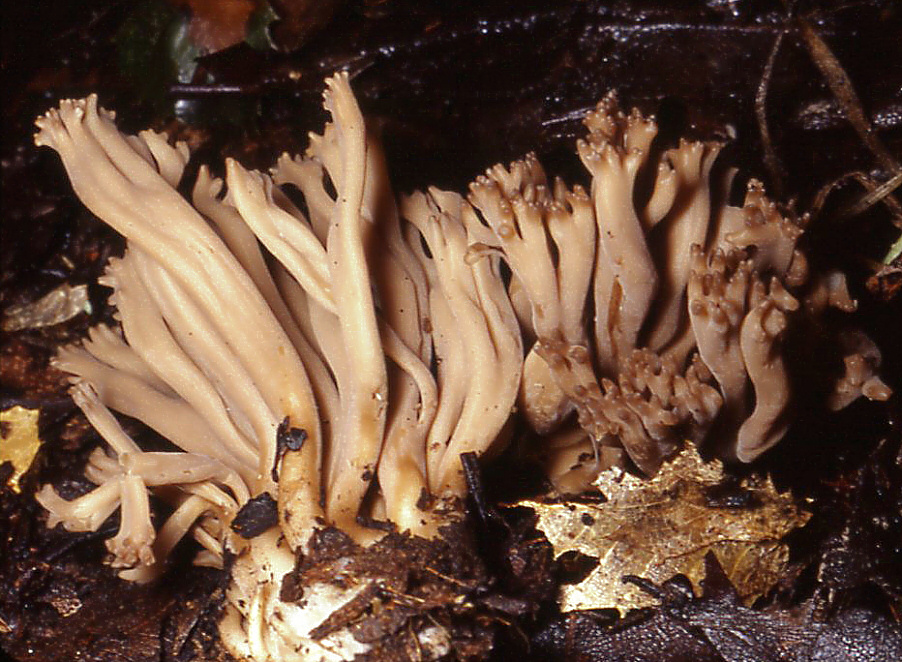
Clavulinopsis umbrinella
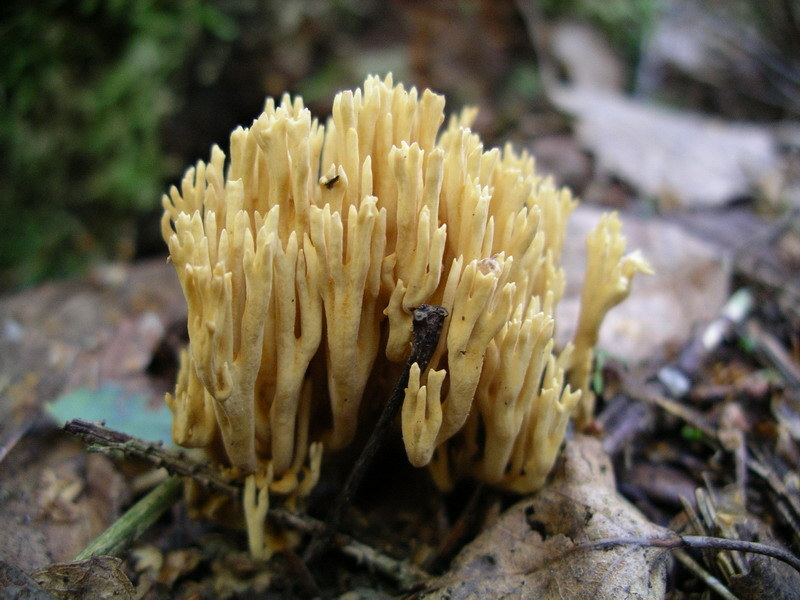
!Ramaria abietina!

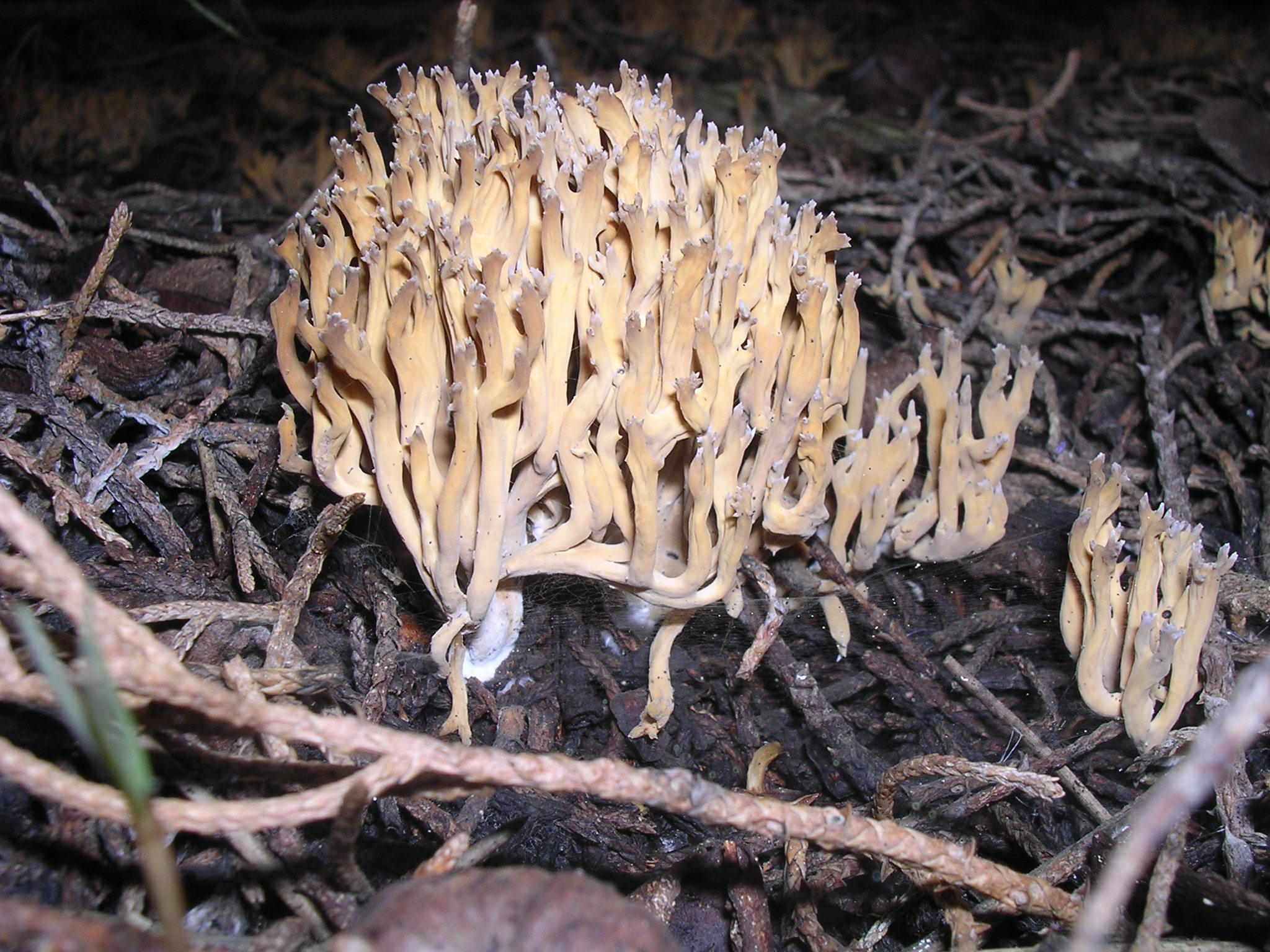
!Ramaria fennica!
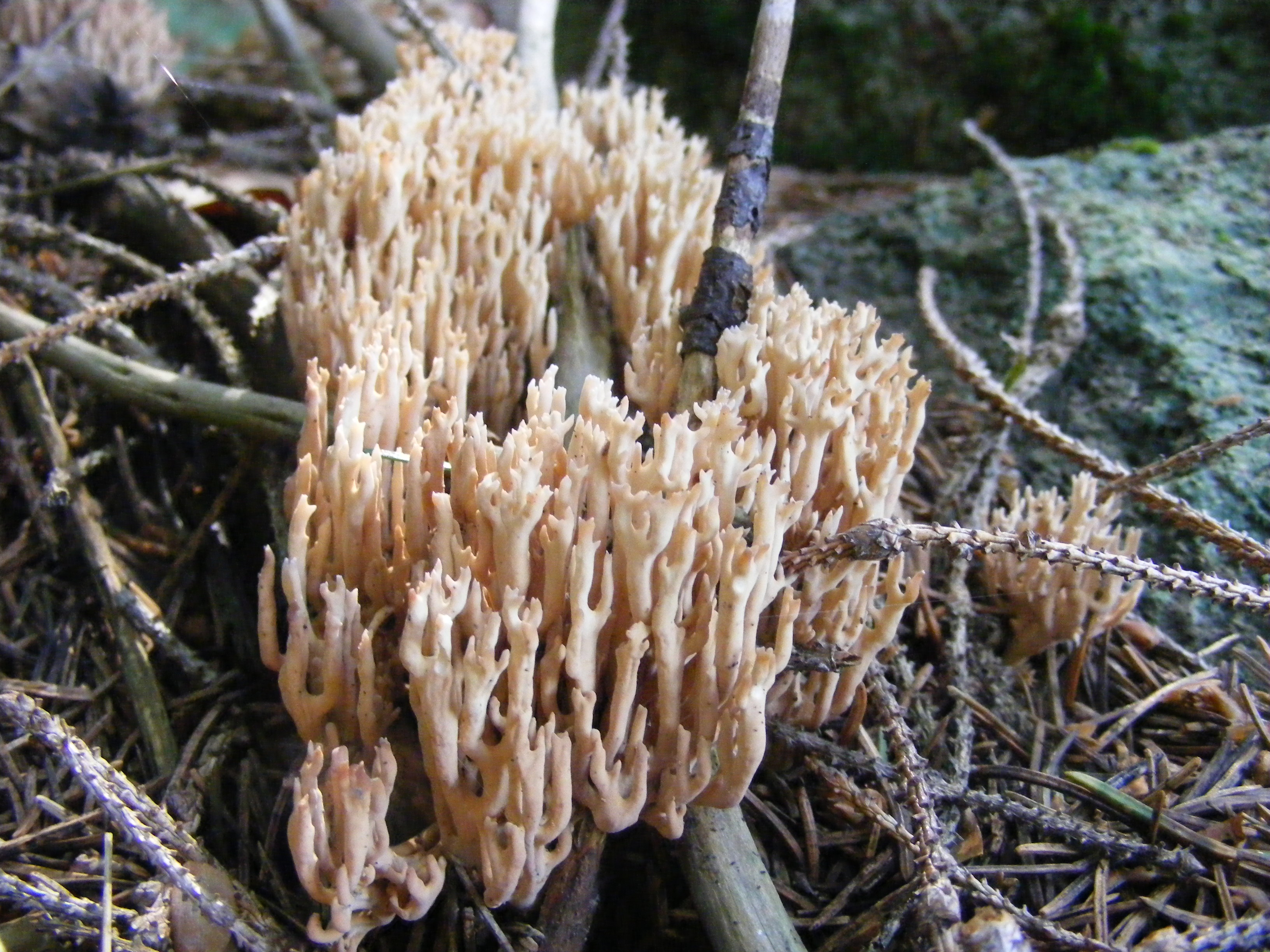
!!Ramaria formosa!!
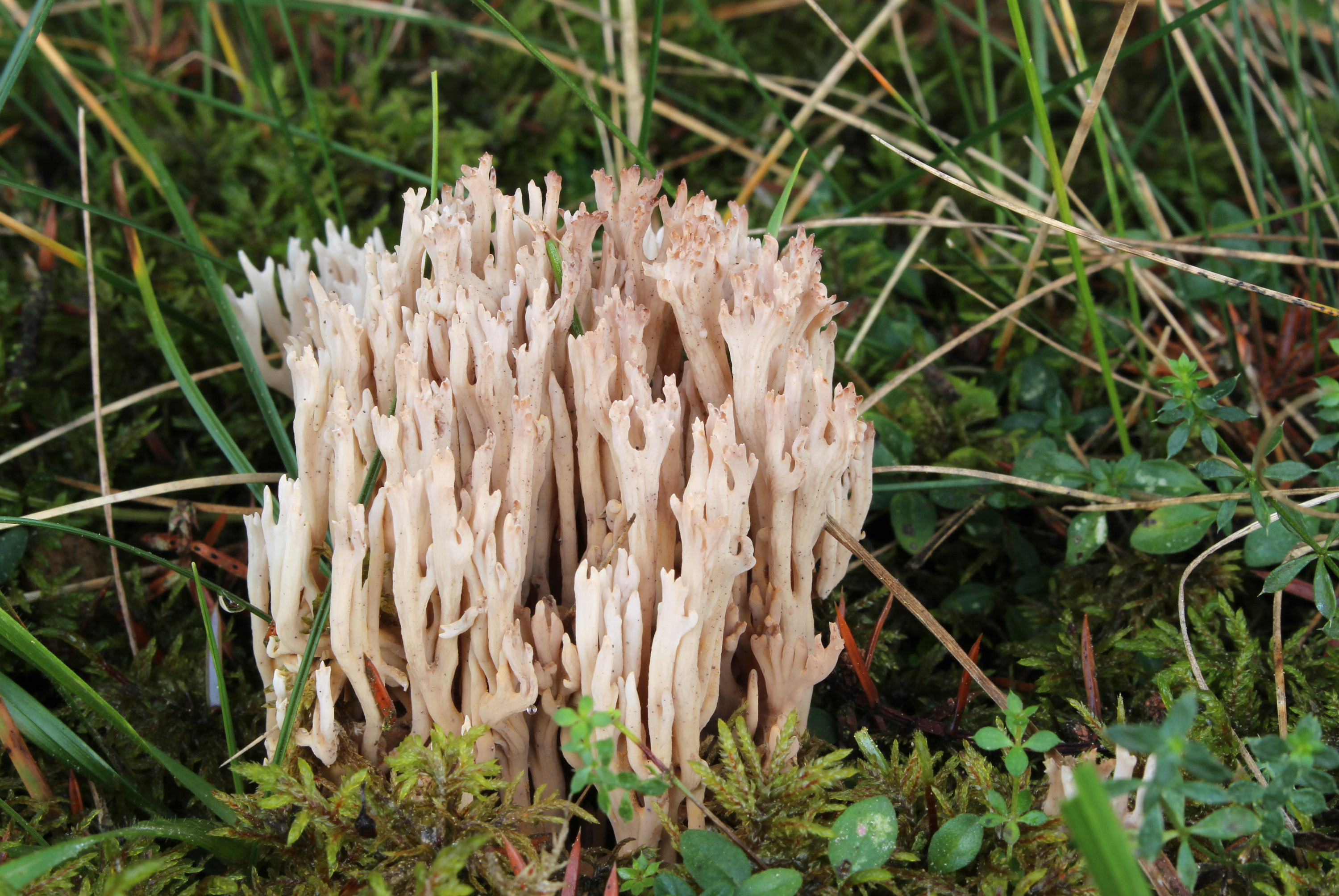
Ramaria gracilis
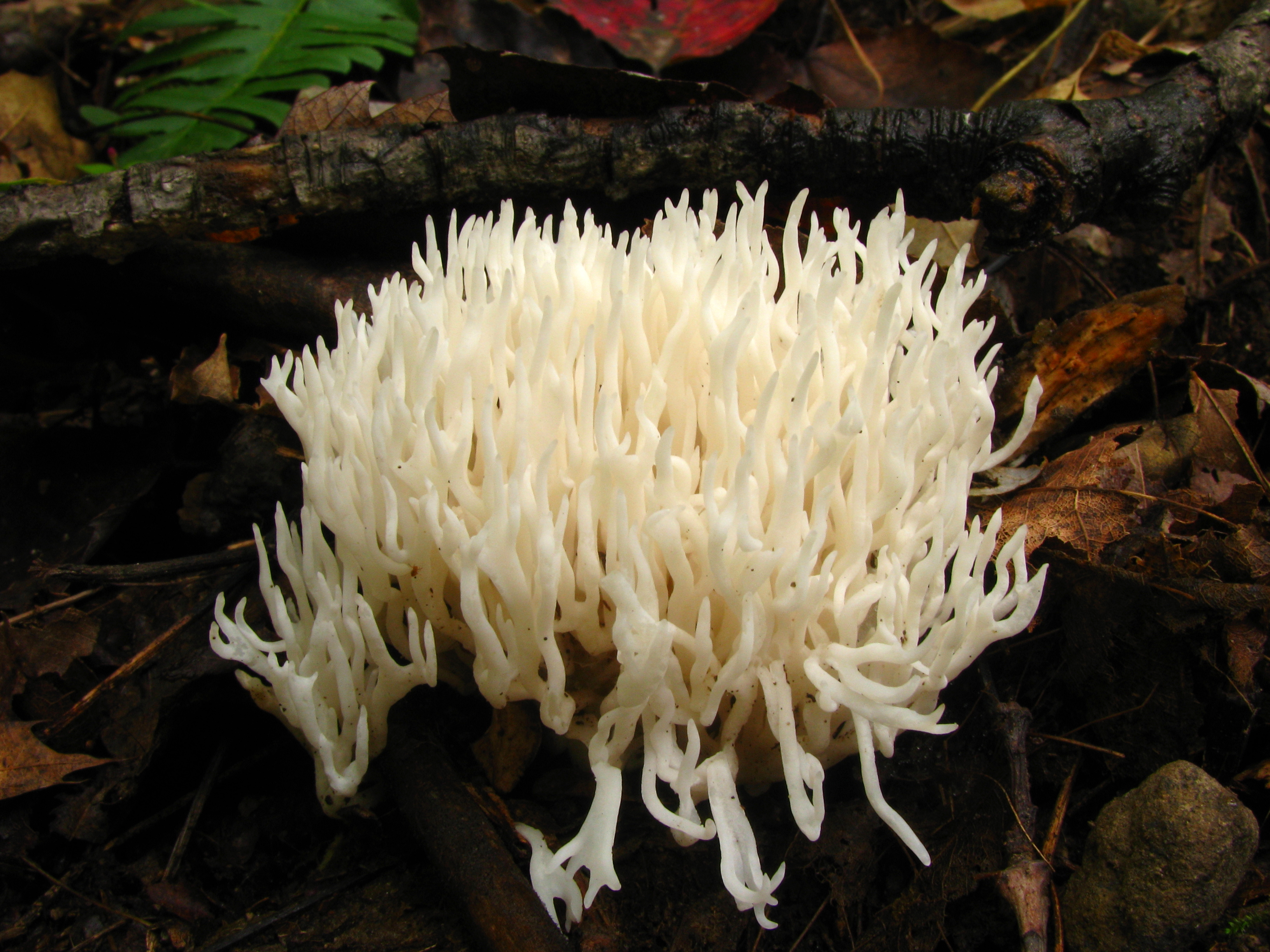
Ramariopsis kunzei
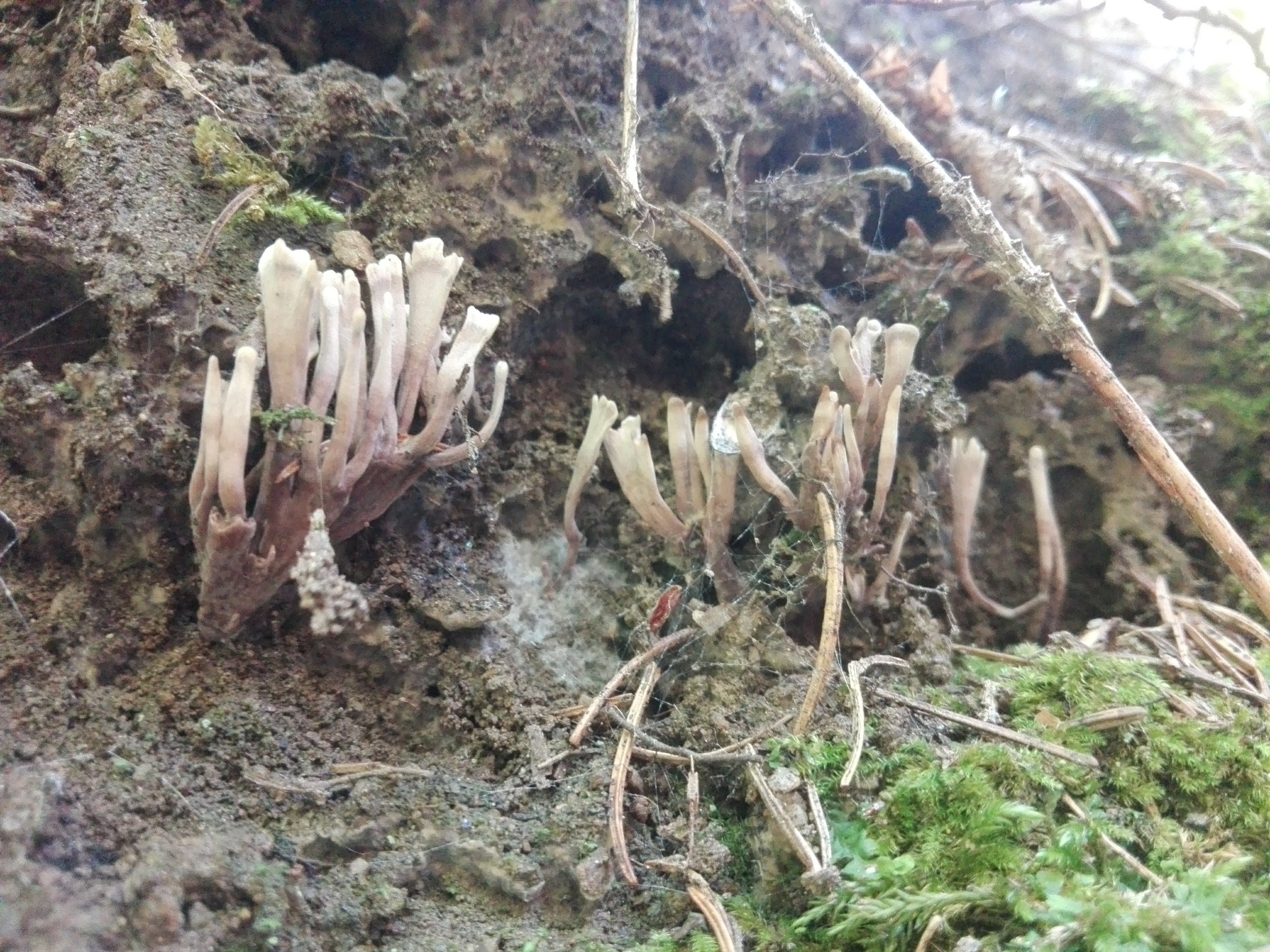
!Thelephora palmata!

## Valorificare
Laba mâței este o ciupercă comestibilă adesea sub-evaluată și ușor de recunoscut, fiind de exemplu în Franța foarte populară în bucătărie. Se recomandă de a folosii mereu bureți mai tineri ai acestui soi pentru că exemplare bătrâne pot fi amăruie. Crețișoara se potrivește ca adăugare la mâncăruri de ciuperci cu zbârciogi și crețuște precum pentru conservat, asemănător barba țapului.